# Cicely Hamilton
Cicely Mary Hamilton, född Hammill 15 juni 1872 i Paddington, London, död 6 december 1952 i Chelsea i England, var en brittisk författare och feminist.
Hamilton grundade, tillsammans med Bessie Hatton, Women Writers' Suffrage League 1908. Hon verkade även som dramatiker och, under en kort period, som skådespelare. Hon är främst känd för boken Marriage as a Trade (1909), i vilken hon hävdar att de flesta kvinnor ingår äktenskap inte av kärlek utan på grund av att detta är den enda karriär som är tillåten för dem och att män har nekat kvinnor självständighet i syfte att göra dem nödvändiga för kvinnor.
Hamilton skrev texten till sången "The March of the Women", som var en signatursång för den brittiska sufragettrörelsen. 